# Murglhof
Murglhof ist ein Ortsteil der Gemeinde Altendorf im Oberpfälzer Landkreis Schwandorf, Bayern, und Mitglied der Verwaltungsgemeinschaft Nabburg.

## Geographie
Murglhof liegt im Schwarzachtal auf dem Südufer der Schwarzach, 450 Meter südwestlich der Staatsstraße 2040 und 450 Meter südlich von Altendorf. Zwischen Murglhof und Altendorf führt eine Brücke über die Schwarzach. Murglhof liegt am Nordosthang eines über 500 Meter hohen von Nord-West nach Süd-Ost verlaufenden Gebirgszuges, der das Schwarzachtal vom Auerbachtal trennt.

## Geschichte
Im 14. Jahrhundert verlief die Grenze des Amtes Nabburg durch Murglhof (auch: Würgelßhof, Wurgelshof).
Laut einem Lehengegenbrief aus dem Jahr 1532 gehörte zu dieser Zeit Murglhof zum Lehen der Abkömmlinge des Jorg von Plankenfels.
Im 16. Jahrhundert war Altendorf unter 7 unterschiedliche herrschaftliche Besitzer zersplittert. Dies führte zu verschiedenen Formen von Zwietracht und Misswirtschaft. Einer der Besitzer, ein Gabriel Gienger, bemühte sich, die Güter der verschiedenen Besitzer aufzukaufen oder einzutauschen und in seiner Hand zu vereinigen. Diese Bemühungen wurden jedoch von der Amberger Regierung teilweise abgeblockt. In diesem Rahmen kaufte Gienger 1589 neben anderen Gütern den Murglhof von dessen Besitzer Hans von Plankenfels.
1808 begann in Folge des Organischen Ediktes des Innenministers Maximilian von Montgelas in Bayern die Bildung von Gemeinden. Dabei wurde das Landgericht Nabburg zunächst in landgerichtische Obmannschaften geteilt. Murglhof kam zur Obmannschaft Altendorf. Zur Obmannschaft Altendorf gehörten: Altendorf, Fronhof, Schirmdorf, Dürnersdorf, Trossau, Siegelsdorf, Oberkonhof und Murglhof.
1811 wurden in Bayern Steuerdistrikte gebildet. Dabei kam Murglhof zum Steuerdistrikt Altendorf. Der Steuerdistrikt Altendorf bestand aus den Dörfern Altendorf und Unterkonhof, den Einöden Marklhof und Murglhof, den Waldungen Tannach und Altendorfer Kirchholz. Er hatte 60 Häuser, 357 Seelen, 500 Morgen Äcker, 160 Morgen Wiesen, 130 Morgen Holz, 15 Morgen öde Gründe und Wege, 7 Pferde, 40 Ochsen, 70 Kühe, 40 Stück Jungvieh, 30 Schafe und 24 Schweine.
Schließlich wurde 1818 mit dem Zweiten Gemeindeedikt die übertriebene Zentralisierung weitgehend rückgängig gemacht und es wurden relativ selbständige Landgemeinden mit eigenem Vermögen gebildet, über das sie frei verfügen konnten. Hierbei kam Murglhof zur patrimonialgerichtischen Gemeinde Altendorf. Die Gemeinde Altendorf bestand aus den Ortschaften Altendorf mit 59 Familien, Murglhof mit 2 Familien, Marklhof mit 2 Familien und Unterkonhof mit 8 Familien.
Murglhof gehörte vom 18. bis zum 20. Jahrhundert zur Filialkirche Willhof der Pfarrei Altendorf, Dekanat Nabburg.

## Einwohnerentwicklung ab 1818
| Jahr | Einwohner  | Gebäude |
| ---- | ---------- | ------- |
| 1818 | 2 Familien | k. A.   |
| 1828 | 7          | 1       |
| 1838 | 17         | 2       |
| 1864 | 11         | 7       |
| 1875 | 20         | 6       |
| 1885 | 19         | 3       |
| 1900 | 11         | 2       |
| 1913 | 20         | 3       |

| Jahr | Einwohner | Gebäude |
| ---- | --------- | ------- |
| 1925 | 15        | 3       |
| 1950 | 18        | 3       |
| 1961 | 13        | 4       |
| 1964 | 13        | 4       |
| 1970 | 14        | k. A.   |
| 1987 | 19        | 4       |
| 2011 | 10        | k. A.   |

## Tourismus
Murglhof liegt am Sautreiberweg, der auf alten Handelsstraßen von Schwandorf zur böhmischen Grenze führt.